# 홍콩 스타디움

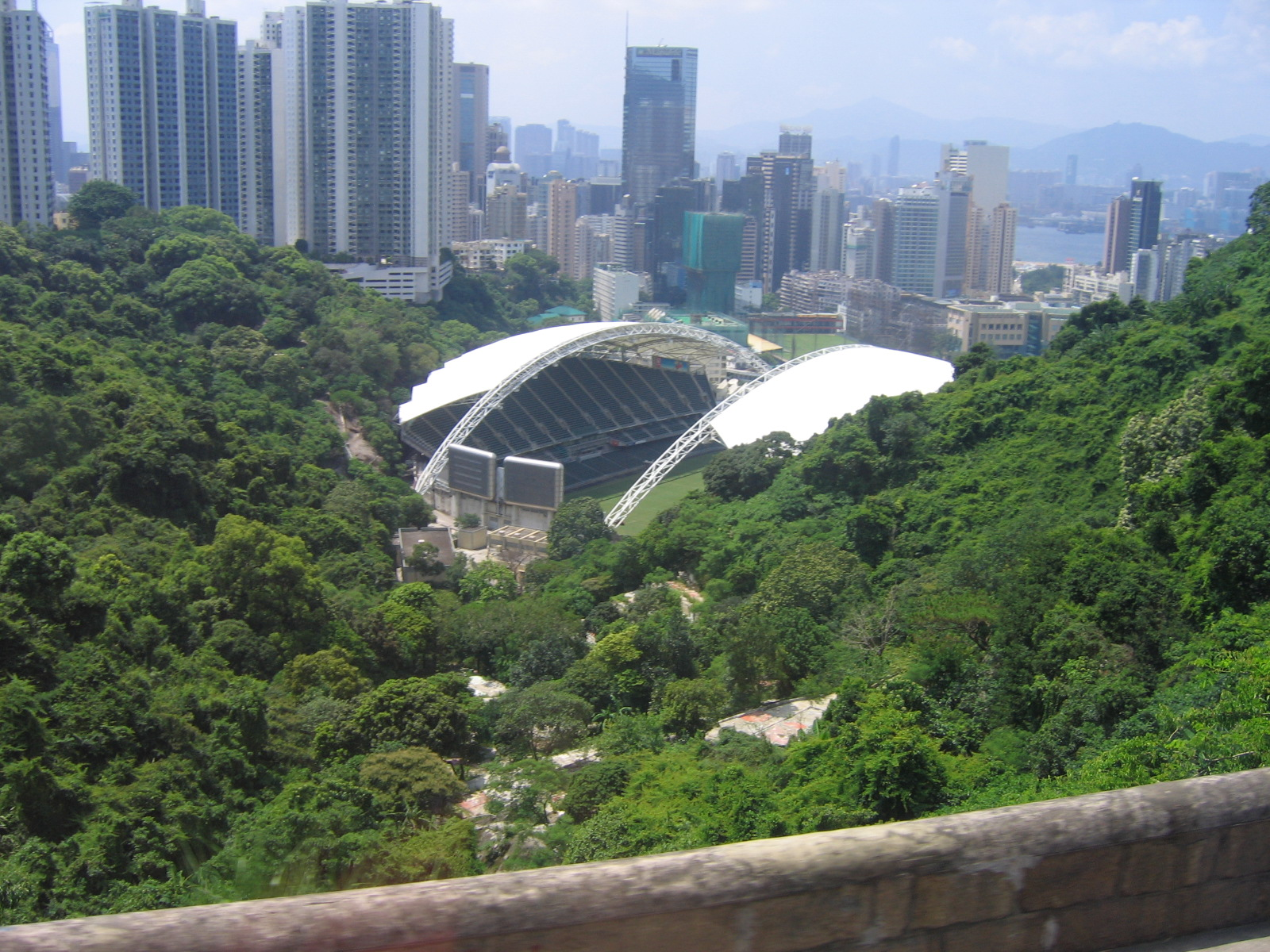
홍콩 스타디움

홍콩 스타디움(영어: Hong Kong Stadium, 중국어 정체자: 香港大球場) 또는 홍콩 대구장은 1953년 세워진 홍콩 정부 경기장을 1994년 중개축을 통해 새로 개장한 홍콩의 다목적 경기장이며, 코즈웨이베이에 위치한다. 40,000명을 수용하며, 동아시안 게임 같은 국제대회와 구정컵, 홍콩 세븐스 등 홍콩 내의 주요 옥외 스포츠 경기가 열린다. AFC 아시안컵 최초 대회인 1956년 AFC 아시안컵이 열린 경기장이기도 하다.

## 기록

### 2013년 EAFF 동아시안컵
| 날짜            | 팀 1                   | 스코어 | 팀 2                   | 라운드  |
| --------------- | ---------------------- | ------ | ---------------------- | ------- |
| 2012년 12월 5일 | 중화 타이베이          | 1 - 1  | 괌                     | 2라운드 |
| 2012년 12월 5일 | 조선민주주의인민공화국 | 1 - 1  | 오스트레일리아         | 2라운드 |
| 2012년 12월 7일 | 괌                     | 0 - 9  | 오스트레일리아         | 2라운드 |
| 2012년 12월 7일 | 홍콩                   | 2 - 0  | 중화 타이베이          | 2라운드 |
| 2012년 12월 9일 | 괌                     | 0 - 4  | 조선민주주의인민공화국 | 2라운드 |
| 2012년 12월 9일 | 오스트레일리아         | 8 - 0  | 중화 타이베이          | 2라운드 |

## 같이 보기
- 홍콩 프리미어리그
- 국립경기장 목록